# Burlaci na Volgi
Burlaci na Volgi (ruski: Бурлаки на Волге) je slika rusko-ukrajinskog slikara Ilje Rjepina iz 1873. godine. Slika se smatra za "najuspjeliju sliku pokreta peredvižnjevci ... nesmiljeni prikaz teškog rada".
Na slici je prikazana skupina seljaka koji vuku brod uzvodno do mjesta gdje će ga istovariti, nakon što su ga vjerojatno i natovarili ručno. Ovo slavno djelo koje je inspiriralo generacije ruskih relističkih slikara je dvosmisleno. Gledatelj je pozvan diviti se snazi i izdržljivosti ruskih radnika, a opet slika je ujedno i osuda okrutnog sustava.
Nastala je netom nakon što je Rjepin (1844. – 1930.) završio svoje školovanje na Ruskoj akademiji u Sankt Peterburgu i vjerojatno ga je inspirirala neka drevna skulptura. Naime, skupina figura u nizu podsjeća na klasične frizove u kojima se slavio heroizam. I Rjepin prikazuje heroizam, ali onaj modernog čovjeka.
Slavljeno kao remek-djelo, ova slika je svojim sjajnim bojama očarala mnoge slikareve umjetnike sunarodnjake. Dostojevski je o slici napisao:
No, ako pogledamo posljednju desnu figuru, primjećujemo da samo što se nije srušila, te je slika neupitno protumačena kao izraz suosjećanja i vapaj za spas potlačenih.